# 프라임 (기호)
프라임(prime) 기호 ′, 더블 프라임(double prime) 기호 ″, 트리플 프라임 기호 ‴, 쿼드러플 프라임 기호 ⁗는 수학, 과학, 언어학 및 음악에서 단위를 지정하고 다른 목적으로 사용된다.
문자의 모양은 아포스트로피, 작은따옴표 및 큰따옴표와 거의 다르지 않지만 프라임 기호의 용도는 상당히 다르다. 현재 프라임 대신 아포스트로피가 사용되고 더블 프라임 대신 큰따옴표가 자주 사용되지만(일상 쓰기 키보드에는 프라임 기호가 없기 때문에) 이러한 대체는 형식 자료나 조판에서 적절한 것으로 간주되지 않는다.

## 같이 보기
- 루빅스 큐브
- 타자기